# Strigapoderus javanicus
Strigapoderus javanicus es una especie de coleóptero de la familia Attelabidae.

## Distribución geográfica
Habita en Malasia, Tailandia y Java y Sumatra en (Indonesia).